# Bertrand (Familienname)
Bertrand ist ein Familienname.

## Namensträger

### A
- Adrien Bertrand (1888–1917), französischer Schriftsteller
- Alexander Bertrand (1877–1947), deutscher Genremaler
- Alexandre Bertrand (1820–1912), französischer Archäologe
- Alfred Bertrand (1913–1986), belgischer Minister (CVP), MdEP und Vorsitzender der EVP-Fraktion
- Aline Bertrand (Harfenistin) (1798–1835), französische Harfenistin, Komponistin und Instrumentalpädagogin
- Aline Bertrand (Schauspielerin), französische Schauspielerin
- Aline Bertrand (Politikerin) (* 1985), französische Politikerin (RN)
- Aloysius Bertrand (1807–1841), französischer Dichter
- André Bertrand (1931–2019), kanadischer Skirennläufer
- Antoine de Bertrand (um 1540–um 1581), französischer Komponist der Renaissance
- Antoine Bertrand (Schauspieler) (* 1977), franco-kanadischer Schauspieler und Animateur
- Antoine-François Bertrand de Molleville (1744–1818), französischer Politiker und Minister

### B
- Benoît Bertrand (* 1960), französischer Geistlicher, Bischof von Pontoise

### C
- Carl Bertrand (1816–1895), deutscher Arzt
- Chad Bertrand (* 1986), dominicanischer Fußballspieler
- Charles Bertrand (* 1991), französischer Eishockeyspieler
- Claude-Joseph-Alexandre Bertrand (1734–1797), französischer Architekt
- Clifton Bertrand (1936–2020), Sprinter aus Trinidad und Tobago

### D
- Diane Bertrand (* 1951), französische Drehbuchautorin und Regisseurin
- Dorian Bertrand (* 1993), französisch-madagassischer Fußballspieler

### E
- Elie Bertrand (1713–1797), Schweizer reformierter Pfarrer und Naturwissenschaftler
- Elodie Bertrand (* 1981), französische Seglerin
- Émile Bertrand (1844–1909), französischer Mineraloge
- Emmanuelle Bertrand (* 1973), französische Cellistin
- Éric Bertrand (* 1975), kanadischer Eishockeyspieler und -trainer
- Ernest Bertrand (1888–1958), kanadischer Jurist und Politiker der Liberalen Partei Kanadas
- Ernst Bertrand (1847–1904), deutscher Eisenhüttenunternehmer
- Euclid Bertrand (* 1974), dominicanischer Fußballspieler
- Eusebio Bertrand (* 1930), spanischer Segler

### F
- Fabien Bertrand (* 1971), französischer Freestyle-Skier
- Fany Bertrand (* 2002), französische Biathletin
- Félix R. Bertrand (1909–1978), kanadischer Organist, Pianist und Komponist
- Fernando Bertrand (* 1955), spanischer Turner
- Francis Bertrand (1937–1994), belgischer Comiczeichner
- Francisco Bertrand (Francisco Bertrand Barahona; 1866–1926), honduranischer Politiker, Präsident von Honduras
- Frédéric Bertrand (* 1971), französischer Rodler
- Friedrich Anton Franz Bertrand (1757–1834), deutscher Schriftsteller, Übersetzer und Privatgelehrter

### G
- Gabriel Bertrand (1867–1962), französischer Biochemiker
- Gaston Bertrand (1910–1994), belgischer Maler
- Gottlieb Bertrand (1775–1813), deutscher Schriftsteller
- Guillaume Bertrand (* 1992), kanadischer Biathlet
- Gustave Bertrand (1896–1976), französischer Geheimdienstmitarbeiter und General
- Guy Bertrand (* 1952), französischer Chemiker

### H
- Henri Bertrand (vor 1896–nach 1905), belgischer Radrennfahrer
- Henri-Gatien Bertrand (1773–1844), französischer General

### I
- Irvin Bertrand (* 2000), französischer Tischtennisspieler

### J
- Jacob Bertrand (* 2000), US-amerikanischer Schauspieler und Synchronsprecher
- Jacqueline Bertrand (1925–2008), US-amerikanische Schauspielerin
- Janette Bertrand (* 1925), kanadische Schauspielerin, Journalistin und Autorin
- Jean Bertrand (Bischof) († 1365), Bischof von Lausanne, Erzbischof von Tarentaise
- Jean de Bertrand († 1432), Bischof von Genf, Erzbischof von Tarentaise
- Jean Bertrand (Kardinal) (1482–1560), Kardinalpriester von Santi Nereo e Achilleo
- Jean Bertrand (Jurist) (1527–1594), französischer Jurist
- Jean-Claude Bertrand (* 1954), französischer Badmintonspieler
- Jean Gustave Bertrand (1834–1880), französischer Kirchenmusiker und Verleger
- Jean-Jacques Bertrand (1916–1973), kanadischer Politiker
- Jean-Michel Bertrand (1943–2008), französischer Politiker
- Jean-Paul Bertrand-Demanes (* 1952), französischer Fußballtorhüter
- Jean-Pierre Bertrand (Maler) (1937–2016), französischer Maler und Installationskünstler
- Jean-Pierre Bertrand (Leichtathlet) (* 1992), französischer Weitspringer
- Jeanne Bertrand (1880–1957), französische Fotografin und Bildhauerin
- Jimmy Bertrand (1900–1960), US-amerikanischer Jazz- und Blues-Schlagzeuger
- John Bertrand (Segler, 1946) (* 1946), australischer Segler
- John Bertrand (Segler, 1956) (* 1956), US-amerikanischer Segler
- Joseph Bertrand (1822–1900), französischer Mathematiker und Pädagoge
- Joseph Bertrand (Schwimmer) (* 1879; † unbekannt), französischer Schwimmer
- Julie Winnefred Bertrand (1891–2007), kanadische Altersrekordlerin
- Julio Bertrand Vidal (1888–1918), chilenischer Architekt, Fotograf und Zeichner

### L
- Leah Bertrand (* 2002), Leichtathletin aus Trinidad und Tobago
- Léon Bertrand (Geologe) (1869–1947), französischer Geologe
- Léon Bertrand (Widerstandskämpfer) (1902–1977), französischer Widerstandskämpfer
- Léon Bertrand (Politiker) (* 1951), französischer Politiker (UMP)
- Louis Bertrand (1866–1941), französischer Schriftsteller, Essayist und Historiker

### M
- Marcel Bertrand (Fußballspieler) (1899–1943), französischer Fußballspieler
- Marcel Alexandre Bertrand (1847–1907), französischer Geologe
- Marcheline Bertrand (1950–2007), US-amerikanische Schauspielerin
- Maria Bertrand (* 1975), kanadische Schauspieler
- Marianne Bertrand (* 1969), belgische Wirtschaftswissenschaftlerin
- Marie-Andrée Bertrand (1925–2011), franko-kanadische Kriminologin, Feministin und antiprohibitionistische Aktivistin
- Marion Bertrand (* 1984), französische Skirennläuferin
- Maxime Bertrand, französischer Radrennfahrer

### O
- Olivia Gallay Bertrand (* 1989), französische Skirennläuferin

### P
- Paul Bertrand (Botaniker) (1879–1944), französischer Paläobotaniker
- Paul Bertrand (Filmarchitekt) (1915–1994), französischer Filmarchitekt
- Paul Bertrand (Bischof) (1925–2022), französischer Geistlicher, Bischof von Mende
- Pierre Bertrand (Kardinal) (1280–1349), Kardinalpriester von San Clemente
- Pierre Bertrand de Colombier (1299–1361), Kardinalpriester von Santa Susanna und Kardinalbischof von Ostia
- Pierre Bertrand (Erzbischof), Erzbischof von Vienne (1352–1362)
- Pierre Bertrand (Bischof) († 1563, OSB), Bischof von Cahors
- Pierre Bertrand (Verleger) (um 1600–1678), französischer Verleger
- Pierre Bertrand (Politiker, 1747) (1747–1820), französischer Abgeordneter während der Französischen Revolution
- Pierre Bertrand (Politiker, 1875), Mitglied der  Nationalversammlung von Quebec
- Pierre Bertrand (Maler) (1884–1975), französischer Maler
- Pierre Bertrand (Fußballspieler) (* 1907), französischer Fußballspieler
- Pierre Bertrand (Politiker, 1926) (* 1926), belgischer Politiker
- Pierre Bertrand (Rugbyspieler) (* 1927), französischer Rugbyspieler
- Pierre Bertrand (Gitarrist) (* 1938), kanadischer Gitarrist und Singer-Songwriter
- Pierre Bertrand (Philosoph) (* 1946), kanadischer Philosoph
- Pierre Bertrand (Autor) (* 1948), Autor, Komponist, Gitarrist und Sänger der Gruppe Beau Dommage
- Pierre Bertrand (Toningenieur) (* 1965), kanadischer Tontechniker
- Pierre Bertrand (Saxophonist) (* 1972), französischer Jazz-Saxophonist, Flötist, Komponist, Arrangeur und Bigband-Leiter
- Plastic Bertrand (eigentlich Roger Jouret; * 1954), belgischer New-Wave-Musiker

### R
- Rasheed Bertrand (* 1982), dominicanischer Fußballspieler
- Robert R. Bertrand (1906–2002), US-amerikanischer Tontechniker
- Robert VII. Bertrand de Bricquebec († 1348), französischer Adliger, Marschall von Frankreich
- Robin Bertrand (* 2003), französischer Tennisspieler
- Roger Bertrand (1905–1983), französischer Schauspieler, Dichter und Verbandsfunktionär für Autorenrechte, siehe Roger Fernay
- Roger Bertrand (Politiker) (* 1947), kanadischer Politiker
- Ryan Bertrand (* 1989), englischer Fußballspieler

### S
- Sophie Dusautoir Bertrand (* 1972), andorranische Skibergsteigerin
- Stéphane Bertrand (* 1967), französischer Bassist und Komponist

### X
- Xavier Bertrand (* 1965), französischer Politiker

### Y
- Yann Arthus-Bertrand (* 1946), französischer Fotograf
- Yannick Bertrand (* 1980), französischer Skirennläufer
- Yves Bertrand († 2013), französischer Geheimdienstler